# Chrtníč

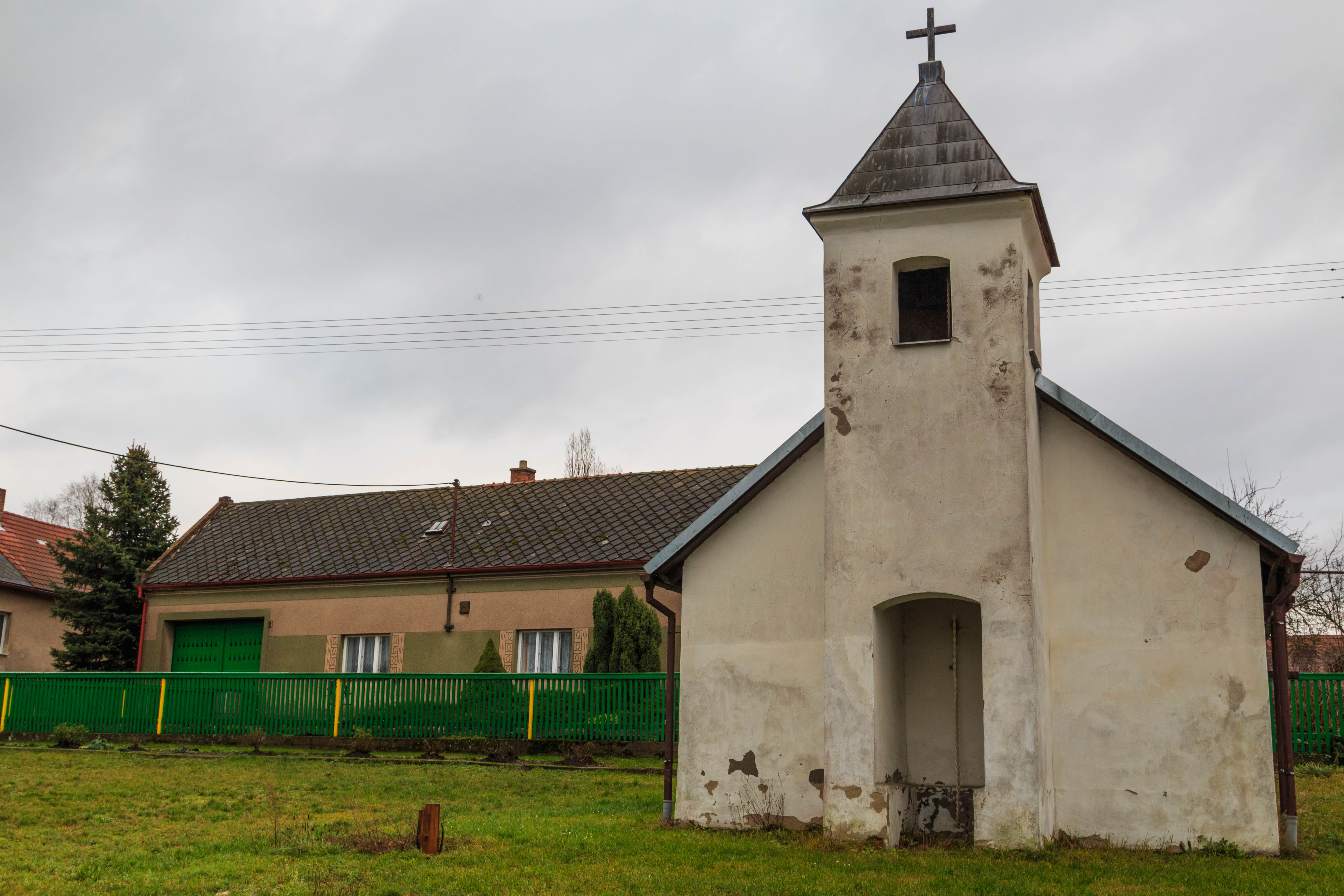
Glockenturm in Chrtníč

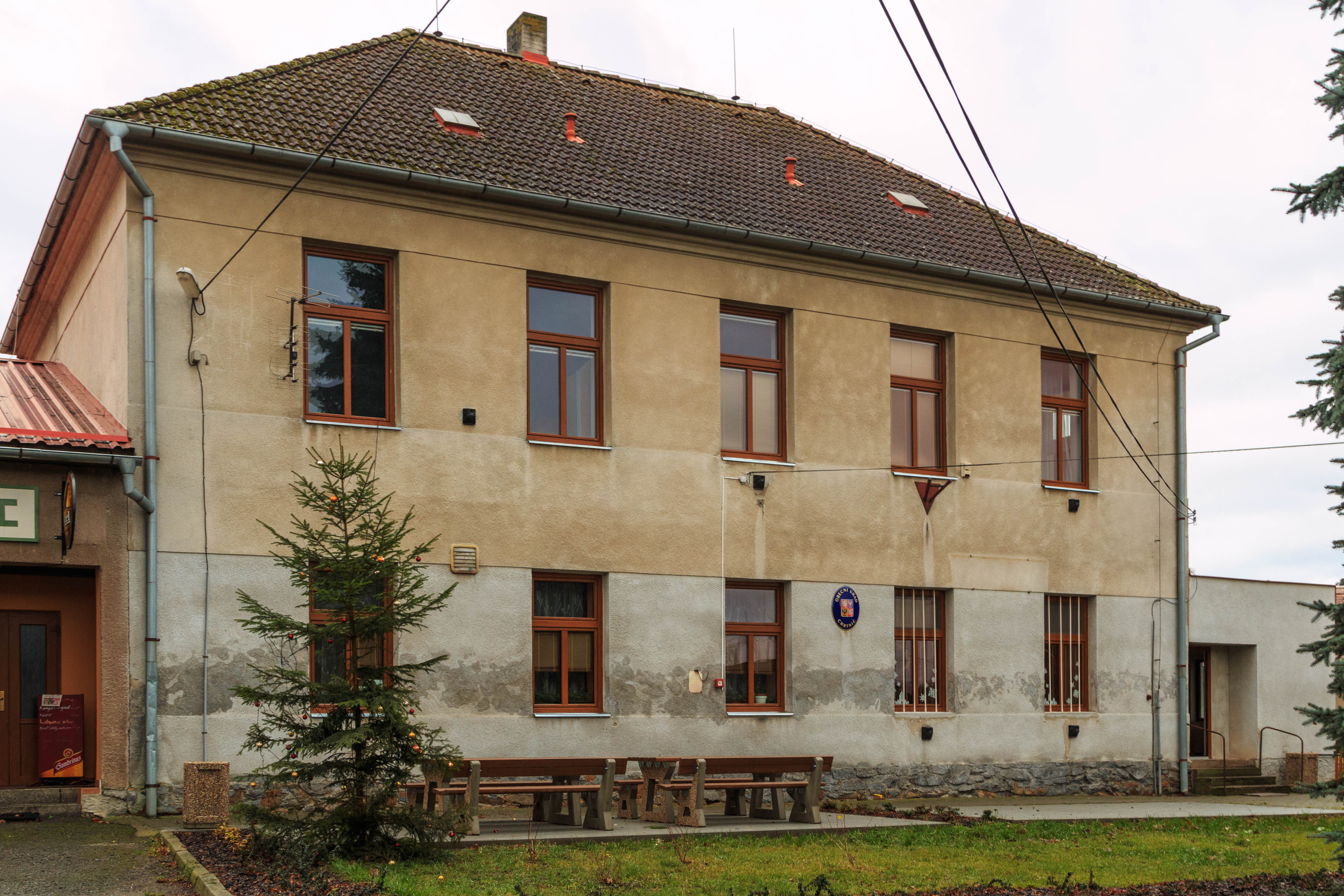
Ehemalige Schule

Chrtníč (deutsch Chrtnitz, auch Chirtnitsch) ist eine Gemeinde in Tschechien. Sie liegt drei Kilometer nordwestlich von Habry und gehört zum Okres Havlíčkův Brod.

## Geographie
Chrtníč befindet sich beiderseits des Baches Radinovka in der Hornosázavská pahorkatina (Hügelland an der oberen Sázava). Nordöstlich des Dorfes erhebt sich die Horní bahna (Spitzfeld, 501 m n.m.).
Nachbarorte sind Statek, Chlumek und Dolík im Norden, Kobylí Hlava, Olšinky, Nasavrky, Frýdnava und Fabiánka im Nordosten, Rybníček u Habrů und Haberský Dvůr im Osten, Habry und Kysibl im Südosten, Mlýn Kysibl und Lubno im Süden, Sázavka und Štěpánov im Südwesten, Radinov und Leština u Světlé im Westen sowie Okrouhlík, Hrbolka, Nová Ves u Leštiny und Kamenná Lhota im Nordwesten.

## Geschichte
Das Dorf wurde wahrscheinlich zu Beginn des 14. Jahrhunderts im Zuge der Kolonisationstätigkeit des Benediktinerklosters Wilmzell gegründet. Der Ortsname leitet sich vom Personennamen Chrtník her. Die erste urkundliche Erwähnung erfolgte im Jahre 1391. Zu den Besitzern des Dorfes gehörten die Königsstadt Čáslav und später die Herren Trčka von Lípa. Nach dem Dreißigjährigen Krieg wurde das Dorf dem Gut Habern zugeschlagen, später wurde es Teil der Herrschaft Goltsch-Jenikau. Im Laufe der Zeit wurde der Ort u. a. als Chrtnijky und Chrtnice bezeichnet. 
Im Jahre 1840 bestand das im Caslauer Kreis gelegene Dorf Chrtnitz aus 51 Häusern, in denen 302 Personen, darunter drei protestantische und eine jüdische Familie, lebten. Im Ort gab es ein Wirtshaus. Zu Chrtnitz konskribiert war die aus einer öffentlichen Kapelle des hl. Bartholomäus, einem herrschaftlichen Meierhof und einer Mühle bestehende Einschicht Radenau bzw. Radoniow. Pfarrort war Habern. Bis zur Mitte des 19. Jahrhunderts blieb Chrtnitz der Herrschaft Goltsch-Jenikau untertänig.
Nach der Aufhebung der Patrimonialherrschaften bildete Chrtnice ab 1849 mit dem Ortsteil Kobylí Hlava eine Gemeinde im Gerichtsbezirk Habern. Ab 1868 gehörte der Ort zum Bezirk Časlau. 1869 hatte Chrtnice 328 Einwohner und bestand aus 51 Häusern. 1873 eröffnete eine Dorfschule. Da bis zu 120 Kinder die zweiklassige Schule besuchten, war das hölzerne Schulhaus bald zu klein. 1893 entstand ein neues steinernes Schulhaus. Zum Ende des 19. Jahrhunderts wurde Kamenná Lhota 1. díl zum Ortsteil von Chrtnice. Die Freiwillige Feuerwehr wurde 1899 gegründet. Im Jahre 1900 lebten in Chrtnice 342 Menschen, 1910 waren es 414. Kobylí Hlava löste sich 1919 los und bildete eine eigene Gemeinde. 1924 wurde der Gemeindename in Chrtníč geändert. 1930 hatte Chrtníč 357 Einwohner und bestand aus 66 Häusern. Nach dem Ende des Zweiten Weltkrieges wurde Kamenná Lhota 1. díl nach Nová Ves umgemeindet. 1949 wurde die Gemeinde dem Okres Chotěboř zugeordnet. Seit der Gebietsreform von 1960 gehört Chrtníč zum Okres Havlíčkův Brod. Die Schule wurde 1969 geschlossen. Beim Zensus von 2001 lebten in den 61 Häusern der Gemeinde 157 Personen. Im ehemaligen Schulgebäude befinden sich heute das Gemeindeamt, eine Gaststätte, ein Gemeinschaftsraum und ein Fitnesscenter.

## Gemeindegliederung
Für die Gemeinde Chrtníč sind keine Ortsteile ausgewiesen. Zu Chrtníč gehören die Einschichten Hrbolka, Okrouhlík und Radinov (Radenau).
Das Gemeindegebiet bildet einen Katastralbezirk.

## Sehenswürdigkeiten
- Frühgotische Kirche des hl. Bartholomäus in Radinov, sie wurde in der Mitte des 13. Jahrhunderts geweiht und ist seit 1350 als Pfarrkirche nachweislich.
- Spritzenhaus mit Glockenturm auf dem Dorfplatz von Chrtníč
- Kreuz auf dem Dorfplatz von Chrtníč
- Gedenkstein für die Gefallenen des Ersten Weltkrieges auf dem Dorfplatz von Chrtníč
- Nischenkapelle der Jungfrau Maria an der Marienquelle, nordwestlich des Dorfes am Vranidolský potok an der Gemarkungsgrenze zu Nová Ves
- Jüdischer Friedhof, östlich des Dorfes auf halbem Weg nach Habry